# Fléchy
Fléchy település Franciaországban, Oise megyében. Lakosainak száma 87 fő (2022. január 1.). Fléchy Blancfossé, Bonneuil-les-Eaux, Cormeilles, Esquennoy és Villers-Vicomte községekkel határos.

## Népesség
A település népességének változása:
| Lakosok száma | 96   | 97   | 100  | 95   | 92   | 89   | 88   | 87   | 87   |
|               | 2013 | 2015 | 2016 | 2017 | 2018 | 2019 | 2020 | 2021 | 2022 |